# قلعة مغيران
قلعة مغيران أحد المواقع الأثرية التاريخية الواقعة في الغاط وسط المملكة العربية السعودية.

## الوصف
هي قلعة تاريخية قديمة، يعود تاريخها إلى ما يزيد عن أربعة قرون، توجد القلعة في الجهة الجنوبية من مدينة الغاط الحالية، إذ تبعد عنها حوالي 3 كم، وتوجد بالقرب من وادي صلابيخ، ولم يتبقى من القلعة سوى بعض الاثار البسيطة التي تدل على وجود عمران من زمن بعيد. أصبحت القلعة الآن جزء من قرية الغاط التراثية.